# محمد الزبيدي
 الحاج محمد بن الحاج الطاهر بن أحمد الزبيدي  (مواليد 1220 هـ، الرباط) دبلوماسي مغربي، اختاره السلطان المولى الحسن الأول على رأس سفارة مغربية ضخمة فريدة من نوعها، حيث شملت كل من فرنسا وإيطاليا وبلجيكا وإنجلترا.

## مسيرته
ولد بالرباط عام 1220 هـ وحج مرتين، وولاه السلطان المولى عبد الرحمن بن هشام عاملا على الرباط سنة 1220هـ. وفي فترة حكم محمد الرابع وجهه السلطان سنة 1276 هـ لمباشرة قضية تطوان مع الإسبان كنائب سلطاني بجانب محمد الخطيب لتفادي قيام الحرب، وقد ألف كتاب في هذا الموضوع. وبعد الحرب الإسبانية المغربية عين أمينا ومراقبا للحسابات التي ترد على السلطان من قبل أمناء المراسي، وبعد تولية السلطان الحسن الأول عينه على رأس مصلحة القوائم الواردة من المراسي وتسجيلها بالدفاتر في إطار إصلاح هياكل الدولة المغربية، بعدها مباشرة اختاره سفيرا رغم كبر سنه 73 سنة. وقدمه السلطان المولى الحسن الأول لملوك ورؤساء أوروبا في أوراق اعتماده على النحو التالي :
شمل سفارته مدن باريس وبروكسيل، ولييج وشارلوروا، واستاندودوفر، ولندن، ووندسور، وجزيرة وايت وكالي، وليون، وصولا إلى طورين بإيطاليا. وتركت سفارته انطباعات حسنة بكثرة التبرعات التي منحها السفير للجمعيات الخيرية في كل المدن الأوربية، على سبيل المثال مأوى مارغريت دوسافوى للعميان في روما، وفي طورينو قدم تبرعات لمدرسة الصناعة التقليدية COLLEGIO DEGLI ARTIGIANELLI (it [الإيطالية]) وخيرية النساء (L’ORFAMOTROFIE FEMMINILLE) والنصف الآخر على مدارس الأطفال ومعهد الصم والبكم.